# Lavalampe

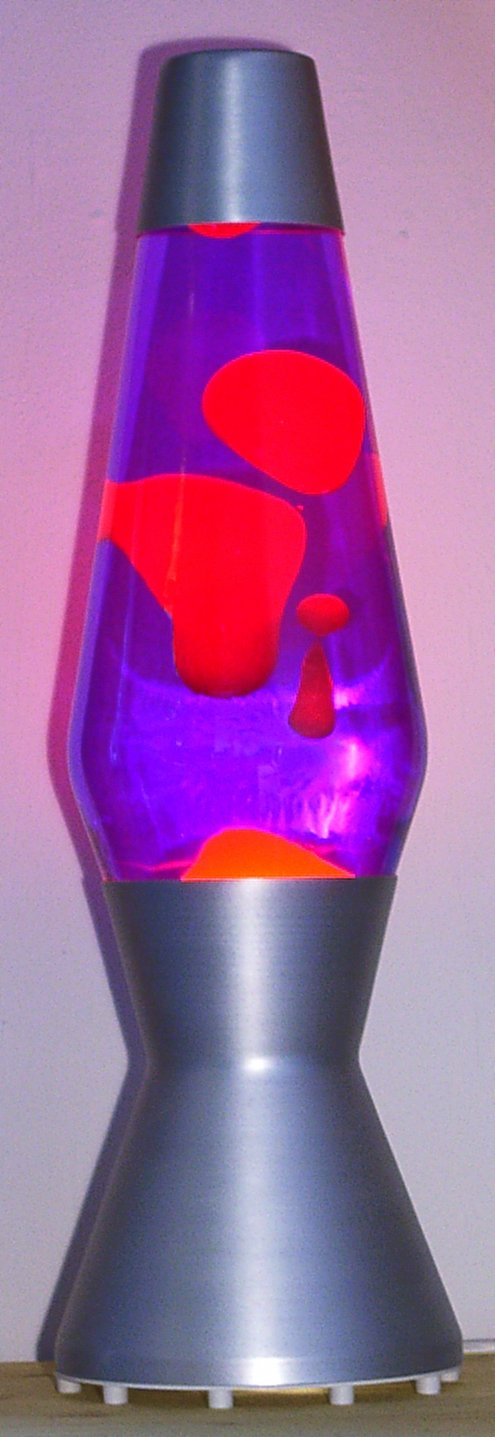
Lavalampe

Eine Lavalampe ist eine Leuchte, die mit der freigesetzten thermischen Energie einer Glühlampe eine Flüssigkeit in Bewegung versetzt. Die Leuchten waren in den 1970er Jahren beliebte Einrichtungsgegenstände zur Dekoration und erlebten eine Wiederentdeckung in den 1990er Jahren. Die Lavalampe wurde vom britischen Unternehmer Edward Craven Walker, Gründer der britischen Firma Mathmos, erfunden.

## Aufbau
Die Leuchte besteht aus einem flaschenartigen Gefäß, unter dem eine Glühlampe angebracht ist. Im Gefäß befinden sich zwei ineinander nicht lösliche Stoffe, die beide bei Betriebstemperatur flüssig sind und eine ähnliche Dichte haben, jedoch verschiedene Wärmeausdehnungskoeffizienten besitzen.
Verbreitet sind zum Beispiel Kombinationen aus (hydrophobem) Wachs oder Öl mit (hydrophilem) Isopropanol oder Ethylenglycol, ggf. zur Erhöhung der Dichte mit Wasser und Salzen gemischt. Durch Zugabe entsprechender Farbstoffe ergibt sich im Betrieb die namensgebende Lava- oder Magma-Anmutung.
Über die Glühlampe (bei einigen Modellen auch ein Teelicht) wird der Gefäßinhalt sowohl beleuchtet als auch erwärmt. Das Wachs wird zähflüssig. Das Auf- und Absteigen des einen (meist hydrophoben) Stoffes liegt in seiner größeren Wärmeausdehnung begründet. Durch die Erwärmung verringert sich seine Dichte stärker als die der anderen Flüssigkeit. Dies bewirkt einen statischen Auftrieb, der den Stoff in Form von großen Blasen aufsteigen lässt. Die Abkühlung im oberen Teil des Gefäßes kehrt den Effekt um, die Flüssigkeit sinkt wieder ab und der Kreislauf beginnt von neuem.

## Betrieb
Lavalampen benötigen je nach Modell 30 Minuten bis drei Stunden zum Aufheizen.

## Geschichte
Die physikalischen Gesetzmäßigkeiten der unterschiedlichen räumlichen Wärmeausdehnung verschiedener Stoffe, welche der Funktion der Lavalampe zugrunde liegt, sind bereits seit langem bekannt und bilden eines der Phänomene, die immer wieder neu entdeckt oder experimentell erkundet werden. Als Beispiel dafür soll ein Auszug aus einem Buch dienen, das zu Beginn des 20. Jahrhunderts veröffentlicht wurde:

„Außerdem beschrieb C. R. Darling ein Experiment, bei dem ein mit Wasser gefülltes Gefäß, das von unten auf etwa 80 °C geheizt wird, benutzt wurde und in das Anilin geschüttet wurde. Bei einer Temperatur um 63 °C hat Anilin dasselbe spezifische Gewicht wie Wasser. Mit zunehmender Erwärmung dehnt es sich stärker aus als Wasser und ist leichter je heißer bzw. schwerer je kälter es ist. Das Anilin, das sich bald als große Blase an der Oberfläche sammelt, kühlt ab und die Blase sinkt zum Boden des Gefäßes, wo sie sich wieder erwärmt. Bald darauf bilden sich dort neue Blasen die an die Oberfläche steigen. Dieser Prozess setzt sich, bei gleichbleibenden Bedingungen, unendlich fort. Es ist interessant die sich in immer neuen Formationen ablösenden Blasen zu beobachten.“

Irgendwann um die Zeit des Zweiten Weltkriegs soll der Engländer Donald Dunnet versucht haben, mit Hilfe des beschriebenen Prinzips eine innovative Eieruhr zu entwickeln. Ob diese Haushaltshilfe jemals vollendet wurde, ist nicht überliefert. Doch es gilt als gesichert, dass ein von Dunnet entworfener Vorläufer der Lavalampe als Blickfang seinen Weg in den Queen’s Head Pub in New Forest, England fand.
Etwa um das Jahr 1950 entdeckte der in Singapur geborene Brite Edward Craven Walker in ebendiesem Pub eine faszinierende Lampe, in der sich eine von zwei darin enthaltenen Flüssigkeiten in stetiger Bewegung befand. Walker nahm sich der Idee an, um daraus eine Version nach seinen eigenen Vorstellungen zu entwickeln. Sicher ist, dass Walker 1963, nach Jahren der Entwicklungsarbeit, zum Vertrieb der inzwischen auf den Namen „Astro Lamp“ getauften Lavalampe die Firma Crestworth Limited, später Mathmos, gründete. Das renommierte Londoner Warenhaus Harrods hatte jedoch kein Interesse an dem innovativen Produkt.
Zwei Unternehmer aus Chicago, Adolph Wertheimer und Hy Spector, entdeckten 1965 auf einer Produktmesse in Hamburg Walkers Lavalampe und erwarben die Herstellungs- und Verkaufsrechte für den amerikanischen Markt. Craven Walker blieb technischer Berater ihres Unternehmens. Nach ihrer Rückkehr aus Europa gründeten sie die „Lava Manufacturing Corporation, Chicago, Illinois“, nannten das Produkt „Lava Lite“ und starteten die Produktion und den Vertrieb einer ersten Modellreihe. Aus der Lava Mfg. Corp. wurde später aufgrund eines Besitzerwechsels die Lava-Simplex Incorporated.
In den späten 1960er und frühen 1970er Jahren wurde die Lavalampe endgültig bekannt. Seitdem ist sie ein Kultobjekt. Zu Beginn der 1980er Jahre erlebte die Lavalampe jedoch eine regelrechte Depression. Die Verkaufszahlen waren weltweit stark rückläufig. In der Folge ging die erst kürzlich umbenannte amerikanische Firma Lava-Simplex International in den Besitz von Haggerty Enterprises über.
In den späten 1980er Jahren war die Crestworth Ltd. auf die Größe eines Familienunternehmens geschrumpft. Gegenüber der millionenstarken Produktionszahlen der 1970er nahm sich die Produktion von wenigen zehntausend Lampen pro Jahr bescheiden aus. Die Lavalampe der New Age Generation war unter dem Produktnamen The Wave bekannt und wurde in den USA ebenfalls von einem Unternehmen der Haggerty Enterprises vertrieben.
Ende der 1980er stellte Cressida Granger, die auf ihrem Londoner Flohmarktstand auch gebrauchte Lavalampen verkaufte, fest, dass die Nachfrage bei einer neuen Kundengeneration stetig stieg. Zunächst nahm sie Kontakt mit der Firma Crestworth auf, um den Nachschub für ihren Stand zu sichern. Doch schon bald erkannte sie die kommende Retrowelle. Statt wie zuerst geplant ein Filialgeschäft zu eröffnen, kam es zu einem Treffen mit dem „Vater der Lavalampe“, bei dem Craven Walker ein lukratives Angebot für Granger und ihren Geschäftspartner David Mulley hatte: Er bot den beiden 20 Prozent seiner Firma an, um sie wieder in die schwarzen Zahlen zu bringen. Im Erfolgsfall sollten die jeweiligen Teilhaberschaften dann getauscht werden, so dass Granger und Mulley Haupteigner des Unternehmens würden. Es kam zur Gründung einer neuen Gesellschaft, der Crestworth Trading Limited. Später änderte Granger den Firmennamen im Zuge von Modernisierungsmaßnahmen in Mathmos, der Name des lavaartig blubbernden Sees des absoluten Bösen aus dem 1960er-Jahre-Kultfilm-Klassiker „Barbarella“.
Mitte der 1990er war die Lavalampe auch in den USA wieder so gefragt wie zu ihrer Blütezeit. Haggerty Enterprises gründete die Tochtergesellschaft Lava World International. Mathmos fügte der Produktserie im Jahr 2000 mit der „Fluidium“ ein neues Modell für das neue Jahrtausend hinzu, doch auch damit ließ sich das kommende Ende des Retrotrends nicht mehr aufhalten. Inzwischen waren auch Magmaleuchten aus Fernost auf dem Vormarsch und überfluteten weltweit den Markt.
Die beiden großen Patentinhaber, Mathmos und Lavaworld, haben den Markt mehr oder weniger untereinander aufgeteilt. Besonders Lavaworld ist bemüht, den Markt immer wieder neu zu beleben. So bieten sie unter anderem regelmäßig besonders bei Sammlern heiß begehrte, meist limitierte Sonderauflagen an. Aber auch Drittanbieter finden noch ihre Absatzmärkte.

## Anwendungen
Die Firma SGI hat mit sechs Lavalampen einen Zufallszahlengenerator gebaut. Die Lavalampen wurden zur Erzeugung des Seeds genutzt. Patentiert war dieser unter dem U.S. Patent 5,732,138
Cloudflare benutzt 100 Lavalampen als Teil eines Systems, um Zufallszahlen zu erzeugen, die dafür genutzt werden, einen großen Teil des Internets verschlüsselt zu übertragen.